# Malzbierbrauerei Groterjan

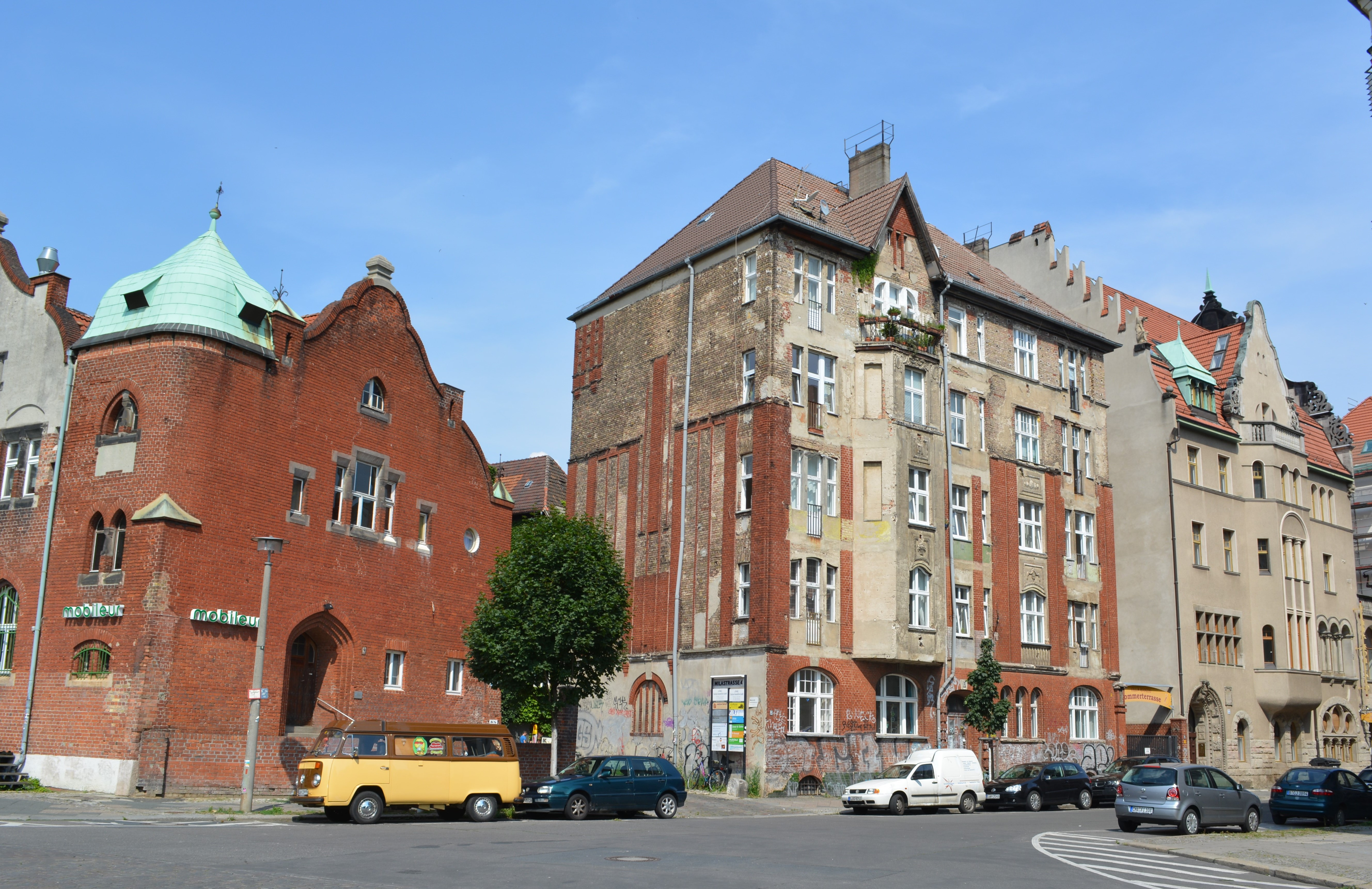
Gebäude an der Ecke Milastraße / Cantianstraße in Prenzlauer Berg

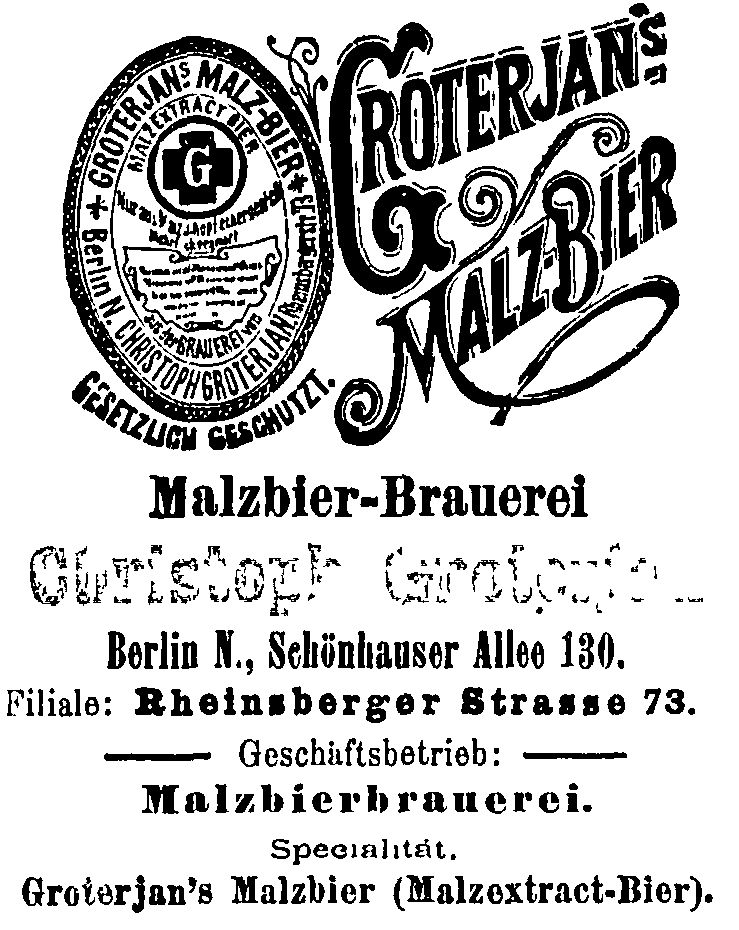
Inserat im Berliner Adressbuch 1900

Die Malzbierbrauerei Groterjan war eine in den 1880er Jahren gegründete deutsche Brauerei in Berlin, die Malzbier herstellte. Sie hatte mehrere Produktionsstandorte, verschiedene erhaltene Bauten stehen unter Denkmalschutz.

## Unternehmensgeschichte
Der Braumeister Christoph Groterjan († 1909) eröffnete um 1880 in der Berliner Oranienburger Vorstadt, Rheinsberger Straße 73, eine Brauerei, die zunächst eine Filiale der Münchner Malzbierbrauerei Castner & Co. war. Die Brauerei wurde später im Adressbuch als Münchener Malzbierbrauerei Christoph Groterjan bezeichnet.
Im Jahr 1894 meldete Groterjan ein von ihm hergestelltes Malzbier auf seinen Namen zum Patent an. Später bewarb er es mit

„Das beste und billigste aller diätetischen Malzbiere. Nur aus Malz und Hopfen hergestellt. Von ärztlichen Autoritäten als das bewährteste Heil- und Stärkungsmittel für Blutarme, Reconvalescenten, schwache Kinder, nährende Frauen, Magenkranke, Lungenleidende etc. verordnet.“

Nach der Verlegung der Brauerei an den neuen Standort Schönhauser Allee 130 trat sie weiterhin als Münchner Malzbierbrauerei auf, verwendete aber den Zusatz Specialität: Groterjan’s Malzbier (Malzextractbier). Die produzierten Getränke verkaufte die Brauerei nicht nur in Berlin, sondern auch im Umland und exportierte sie, wie aus einer Anzeige im Jahr 1899 hervorgeht. 1908 war die Brauerei insolvent, aus der Konkursmasse ging die Malzbierbrauerei Groterjan GmbH hervor.
Im Jahr 1913 kaufte Groterjan das Malzbiergeschäft der Brauerei Oswald Berliner auf.
Die 1881 gegründete und 1899 zur Aktiengesellschaft umgewandelte Berliner Weißbierbrauerei Eduard Gebhardt (Prinzenallee 79/80 in Berlin-Gesundbrunnen) übernahm 1913 die Malzbierbrauerei Groterjan GmbH und beschloss die Änderung ihrer eigenen Firma in Malzbierbrauerei Groterjan & Co. AG. Seitdem gab es zwei Groterjan-Betriebe in Berlin. In den Gebäuden in Gesundbrunnen wurde weiter Bier gebraut und unter der bekannten Marke Berliner Weisse vertrieben.
Um 1929 war die Groterjan-Brauerei die größte Brauerei für Malzbier in Berlin. Der Ausstoß betrug in den 1930er Jahren 250.000 Hektoliter (hl) Bier pro Jahr und weitere 50.000 hl Limonaden und Selters in Flaschen und Fässern.
Nachdem das Unternehmen im Januar 1942 den Namenszusatz & Co. abgelegt hatte, wurde das Aktienkapital der Malzbierbrauerei Groterjan AG 1944 mit 2,6 Millionen Reichsmark angegeben. Am 2. Mai 1945 nahm sich der nationalsozialistische Spitzenfunktionär Walter Hewel im Gebäude der Brauerei das Leben.

### Von 1945 bis Ende der 1970er Jahre
Durch die Teilung Berlins in vier Sektoren nach dem Zweiten Weltkrieg lag der Produktionsstandort an der Prinzenallee im Wedding im französischen Sektor, der Standort an der Schönhauser Allee / Milastraße / Cantianstraße in Prenzlauer Berg im sowjetischen Sektor.
Die Brauerei in West-Berlin erzeugte weiterhin Malzbier und Porter. Sie modernisierte in den 1950er Jahren ihre Produktionsanlagen. Allerdings ging die Nachfrage nach Malzbier zurück. Im Jahr 1961 wurde die Groterjan-Brauerei von der Schultheiss-Brauerei übernommen. Ihre ursprüngliche Firma führte sie als Malzbierbrauerei Groterjan in Schultheiss-Brauerei AG noch einige Jahre weiter. In den 1970er Jahren wurde die Brauerei stillgelegt, die Gebäude teils saniert, teils abgerissen.
Die in Ost-Berlin gelegene Brauerei wurde enteignet und anderen Zwecken zugeführt.

## Produkte (Auswahl)
Zu den Spezialitäten der Brauerei gehörten das Groterjan-Malzbier, auch als Aechtes Groterjan-Malzbier angepriesen, Malztrunk, Berliner Weisse und Porterbier. Das Malzbier wurde wegen seines Geschmacks auch Caramellbier genannt und beispielsweise mit dem Spruch beworben: „Hat’s Caramellbier gut getan, dann war’s bestimmt von Groterjan“.

## Brauereianlagen

### Gelände in Prenzlauer Berg
Auf dem Grundstück Schönhauser Allee 130 – einer ehemaligen Eisengießerei – ließ Groterjan ab 1897 zunächst alle für seine Brauerei notwendigen Gebäude wie Mälzerei, Sudhaus und Wirtschaftsgebäude neu errichten. Nach 1900 wurden an der Südseite des Grundstücks die Straße 23a (seit 1905 Milastraße) und an der Westseite die Straße 24 (die nach Süden verlängerte Cantianstraße) neu angelegt, das Brauereigelände umfasste nun auch die dadurch erst entstandenen Grundstücke Milastraße 1–4 und Cantianstraße 13/14. Auf dem Grundstück Milastraße 2 ließ Groterjan 1905–1907 nach Plänen der Berliner Architekten Georg Rathenau und Friedrich Hartmann ein Wohn- und Geschäftshaus mit Gaststätte, Festsaal für mehr als tausend Gäste, Kegelbahn und Biergarten errichten. Das Haus erhielt in den 2000er Jahren den Namen Villa Groterjan. Die genannten Bauten sind erhalten und stehen unter Denkmalschutz.

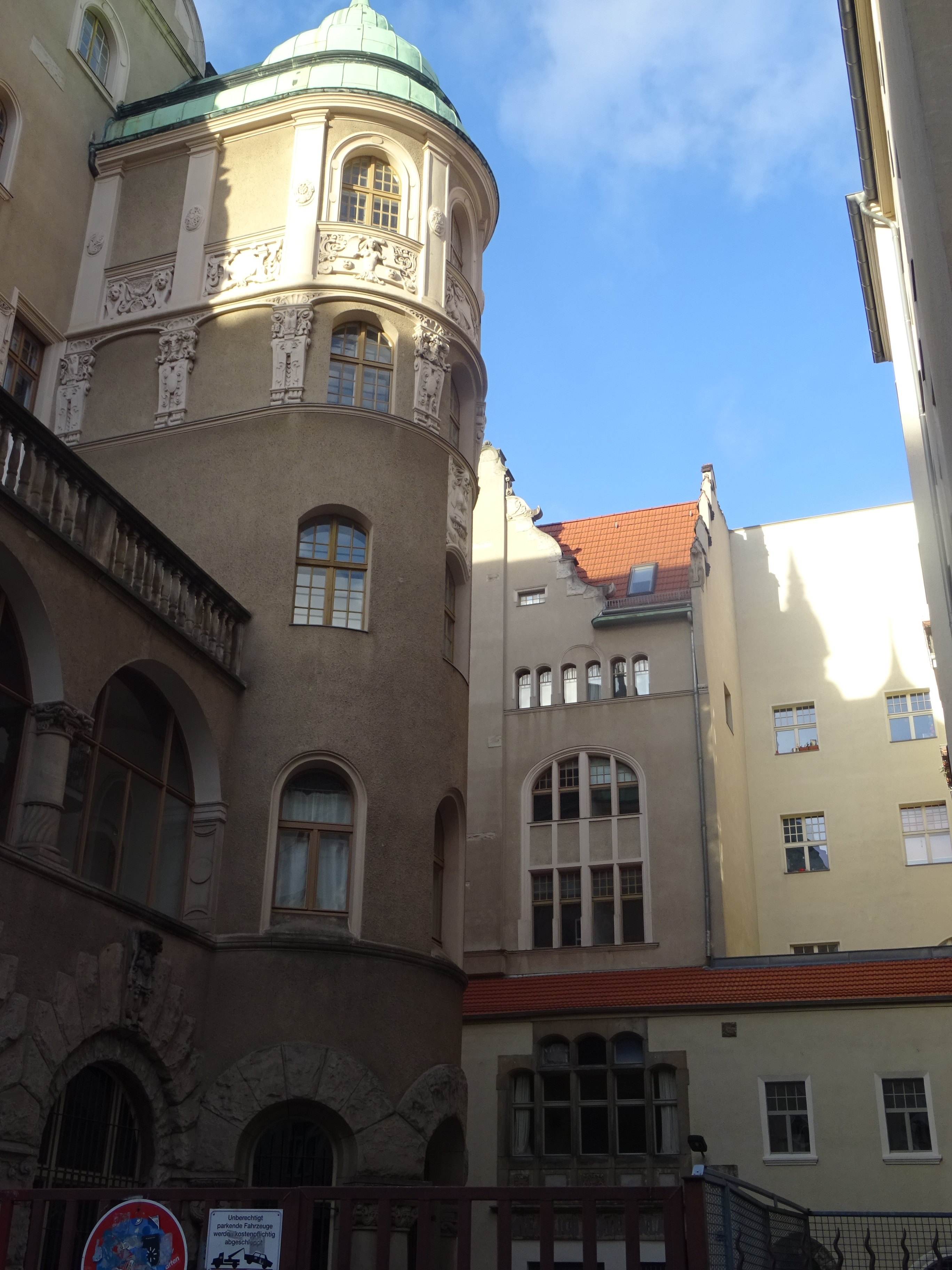
Teil des ehemaligen Festsaals (Saalbau)
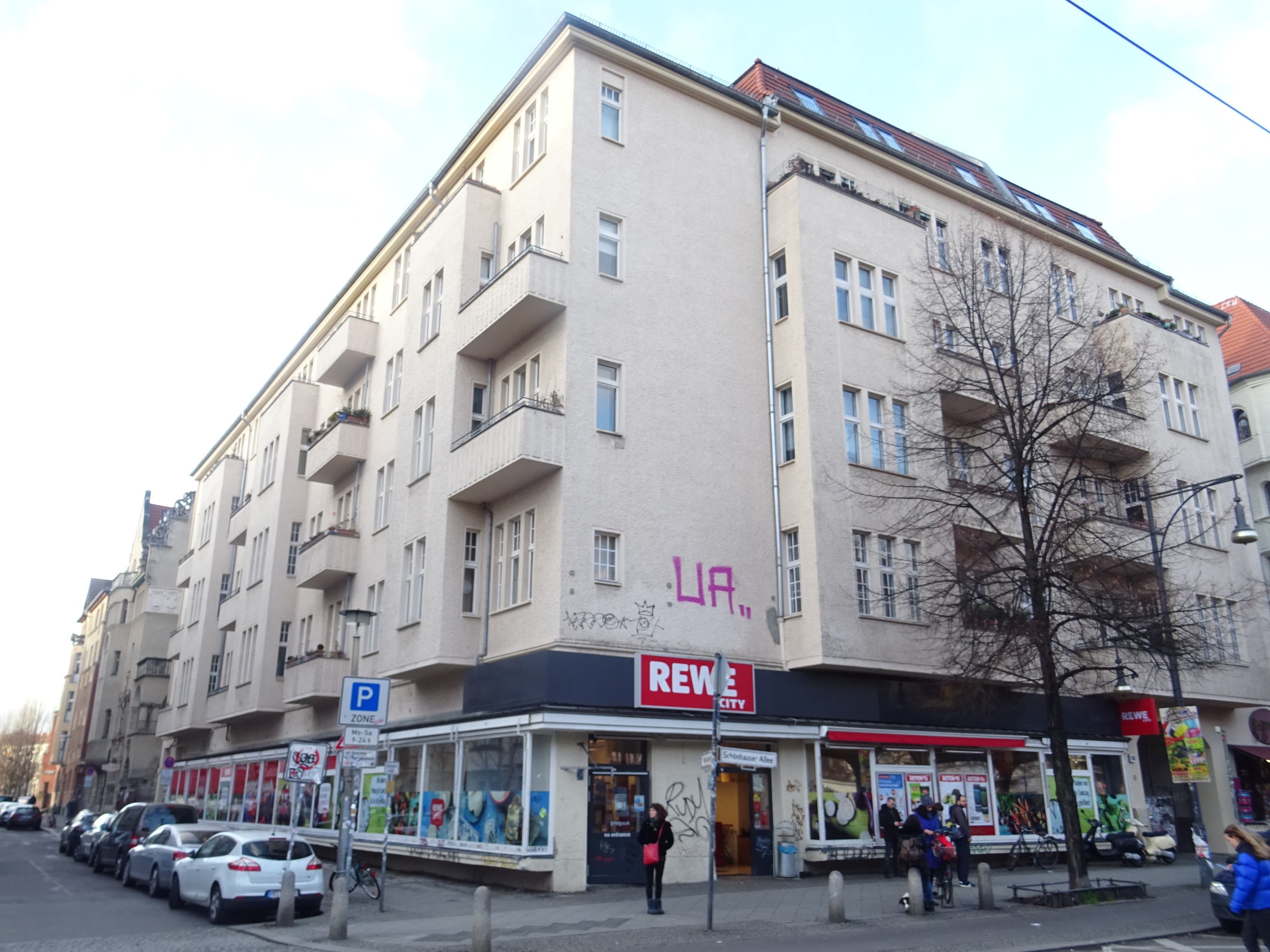
Mehrfamilienwohnhaus Schönhauser Allee 130 / Milastraße
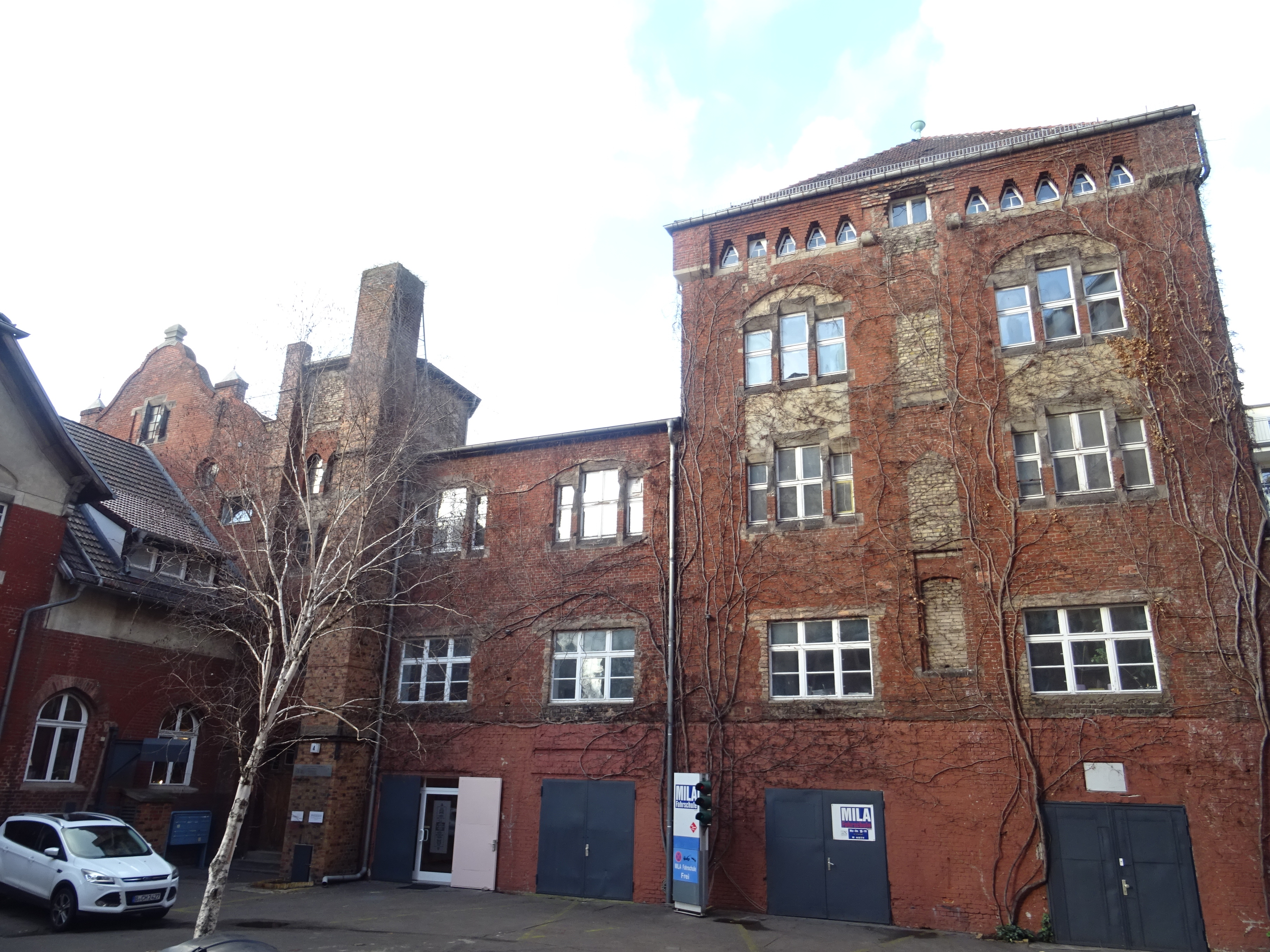
Mälzerei (Milastraße 4)

### Gelände in Gesundbrunnen
Auf dem Gelände an der Prinzenallee im Bezirk Wedding ließ die Brauerei 1927–1929 vom Berliner Architekten Bruno Buch ein neues Verwaltungsgebäude und auf dessen Hof weitere Produktionsgebäude errichten. Das Bauwerk parallel zur Straße hat fünf Geschosse und eine breite Durchfahrt auf den Hof, seine Fassade ist mit gelben und roten Klinkern in einem zurückhaltenden Expressionismus verkleidet. Es wurde am 1. Mai 1929 seiner Bestimmung übergeben. Auf dem Hof platzierte Buch die Flaschenabfüllanlage mit Lager- und Versandräumen in einem gesonderten Bau. Das ebenfalls von Bruno Buch an der Travemünder Straße errichtete Stall- und Garagengebäude sowie die Gärkeller, das Kessel- und das Sudhaus wurden nach Stilllegung der Brauerei in den 1970er Jahren abgerissen. Von 1983 bis 1985 wurden das Verwaltungsgebäude und die Flaschenabfüllanlage denkmalgerecht saniert. Neben der Tordurchfahrt ist ein Original-Emblem der Brauerei erhalten.
In den 2020er Jahren hat die Celldegg-GmbH im Verwaltungsgebäude ihren Sitz und ihre Produktion.

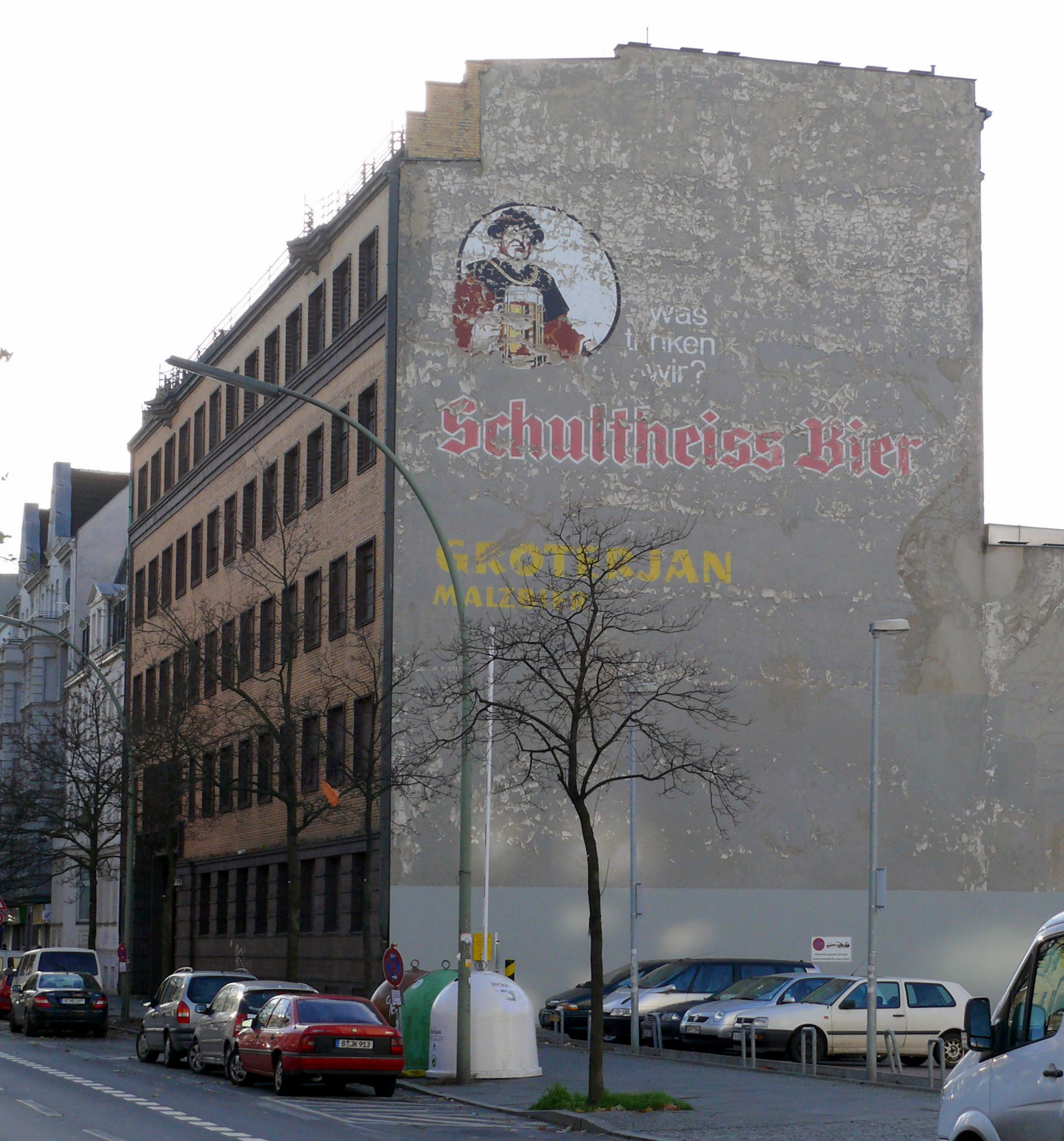
Groterjan-Gebäude an der Prinzenallee
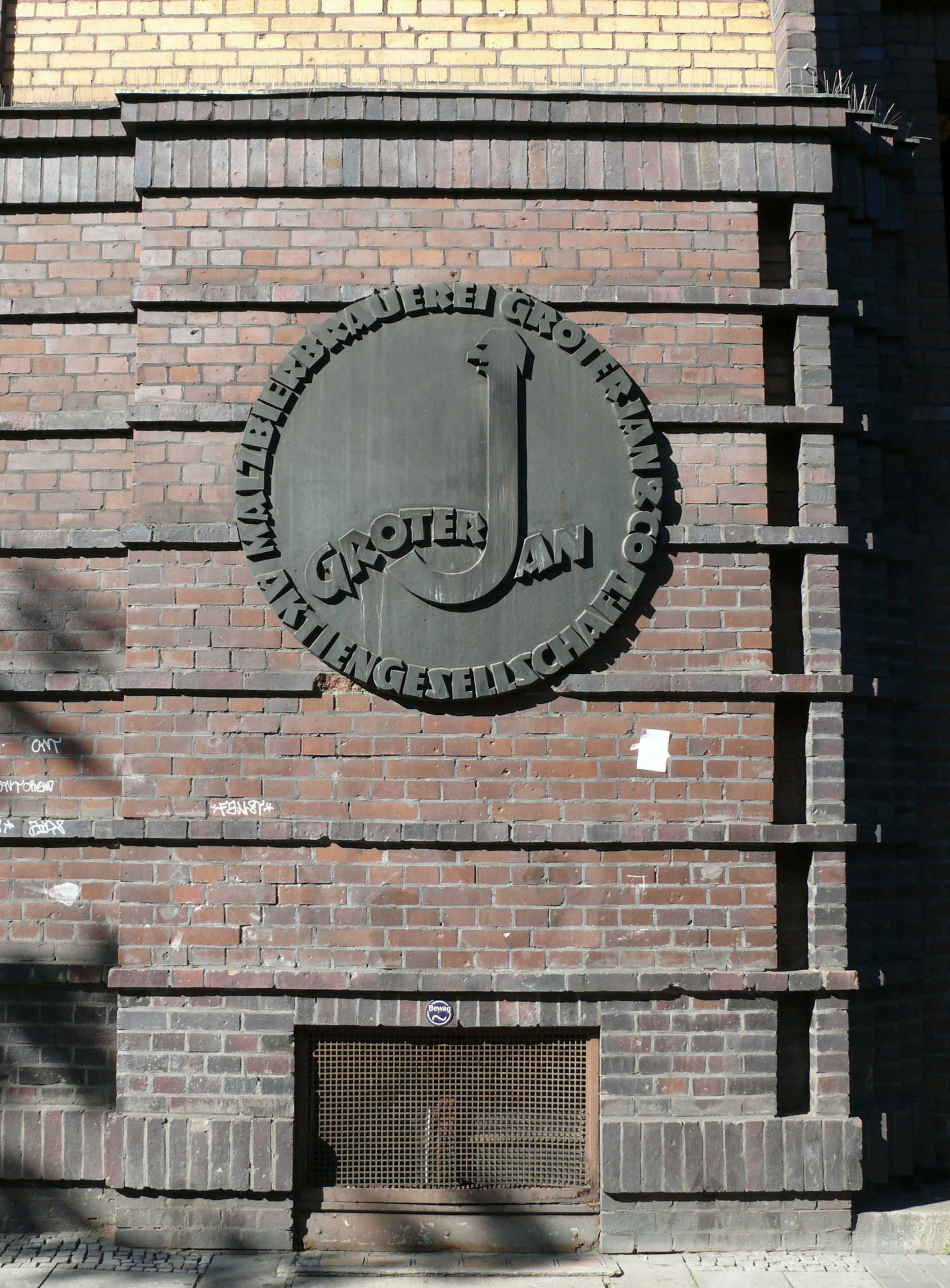
Gedenktafel für die Groterjan-Brauerei
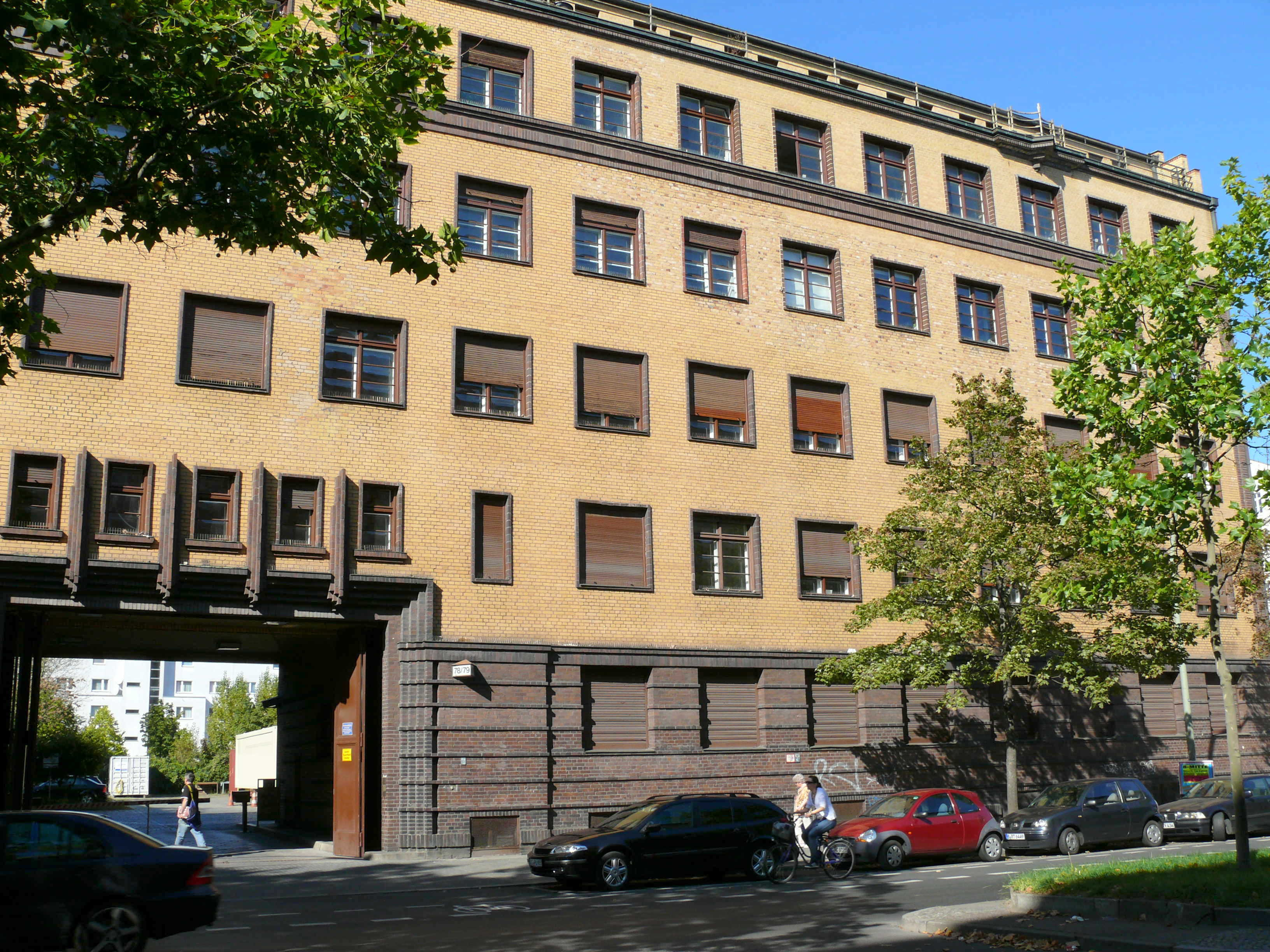
Eingangsbereich an der Prinzenallee